# José E. Do Nascimento-Jr
José E. Do Nascimento-Jr. är en botaniker, som levde 2017.
Han förekommer som auktor i bl a följande arter:
- Clusiaceae
  - Clusia glauca (Rusby) J.E.Nascim. & Bittrich
  - Clusia goscinnyi J.E.Nascim. & Bittrich
  - Clusia lutea Bittrich & J.E.Nascim.
  - Clusia rubrifructa Bittrich & J.E.Nascim.
  - Clusia scandens (Aubl.) J.E.Nascim. & Bittrich
  - Clusia ucamira J.E.Nascim. & Bittrich

Auktorsnamnet J.E.Nascim. kan användas för José E. Do Nascimento-Jr i samband med ett vetenskapligt namn inom botaniken; se Wikipediaartiklar som länkar till auktorsnamnet.